# Totalmente Demais (canção)
"Totalmente Demais" é uma canção da banda brasileira de pop rock Hanói-Hanói, presente em seu primeiro álbum de estúdio, também intitulado como Totalmente Demais. Foi composta por Arnaldo Brandão, vocalista da banda, junto com os compositores Tavinho Paes e Roberio Rafael, e lançada como single de estreia da Hanói-Hanói. Em 2015, no reencontro de 30 anos da banda durante o festival Rio Sul Rock, a faixa foi tocada novamente depois de 20 anos sem executá-la juntos.

## Videoclipe
O videoclipe da banda foi lançado em 1986, dirigido por Wally Bond. No vídeo a banda procura a mulher da qual fala a composição, alternando com cenas se apresentando ao vivo.

## Formatos e faixas
CD single
1. "Totalmente Demais" – 3:03

Remix
1. "Totalmente Demais" (Remix) – 4:34

EP
1. "Totalmente Demais" – 3:03
2. "Totalmente Demais" (Must Version) – 5:05
3. "Totalmente Demais" (Ao Vivo) – 4:39
4. "Totalmente Demais" (Karaoke Version) – 4:10
5. "Totalmente Demais" (Style Hanói-Hanói) – 3:53

## Versão de Caetano Veloso
O cantor Caetano Veloso regravou a canção em 1986 (mesmo ano da versão original), em seu primeiro álbum ao vivo, que também levou o mesmo nome.

## Versão de Perlla
"Totalmente Demais" é uma versão de Perlla, lançada como primeiro single do seu primeiro álbum de estúdio Eu Só Quero Ser Livre lançado pela Deckdisc em 2006. A música ainda foi também utilizada como parte da trilha sonora da novela das sete da Rede Globo, Cobras & Lagartos, tendo seu sucesso aumentado após a inclusão da mesma na trilha.

### Produção
A canção que é uma composição de Arnaldo Brandão, Tavinho Paes e Roberio Rafael, tem um instrumental diferente da original, enquanto a da banda Hanoi Hanoi é mais focada no pop rock e no rock and roll, a versão da cantora Perlla, contém batidas de funk carioca e da música pop. O cantor Arnaldo Brandão foi responsável pela produção da original, já a da cantora carioca foi produzida pelos produtores musicais, Umberto Tavares Mãozinha responsáveis por outros hits de Perlla.

### Formatos e faixas
Download digital
1. "Totalmente Demais" – 3:06
2. "Totalmente Demais" (Radio Edit) – 2:53

Gasoline-Gasolina,È De Chocolate

## Versão de Anitta
"Totalmente Demais" é uma canção regravada pela cantora e compositora brasileira Anitta com a participação do rapper Flávio Renegado como tema de abertura da novela das sete de mesmo nome da Rede Globo. 
Além da versão com Flávio Renegado, Anitta também gravou uma outra versão da música "Totalmente Demais" com a participação de Duduzinho. Esta versão é encontrada no formato digital como faixa bônus do terceiro álbum de estúdio de Anitta, Bang!, lançado em 2015. A versão de Anitta e Flávio Renegado trouxe uma nova roupagem para a música, adaptando-a ao estilo musical característico de ambos os artistas. 

### Formatos e faixas
Download digital
1. "Totalmente Demais" (participação de Flávio Renegado) – 2:44

Download digital
1. "Totalmente Demais" (participação de Duduzinho) – 2:43